# Fritillaria grandiflora
Fritillaria grandiflora là một loài thực vật có hoa trong họ Liliaceae. Loài này được Grossh. miêu tả khoa học đầu tiên năm 1919.